# Арголикос
Арголико́с, Арголи́дский зали́в, Навплийский залив (греч. Αργολικός κόλπος) — залив в Эгейском море, между полуостровом Арголида и восточным побережьем Аркадии и Лаконии. Является самым большим из трёх крупных заливов, образующих южное побережье Пелопоннеса. Вместе с заливом Сароникос и южным побережьем Арголиды образует так называемый Аргосаронический регион. В залив впадают реки Инахос и Танос.
Побережье Арголикоса имеет крутые обрывистые берега в южной Аркадии и Арголиде и плавные берега в северной его части, которые далее переходят в равнину Аргоса. Важнейшими городами на побережье Арголикоса являются Нафплион, Паралион-Астрос, Тирос, Толон, Портохелион, Леонидион и Неа-Киос. В заливе также расположено несколько небольших островков, крупнейшие из которых — Ипсили, Платия и Ромви. Все три острова расположены рядом с побережьем Арголиды. На выходе из залива расположен остров Спеце.
Арголикос был центром доисторической культуры в Греции, а на побережье находились одни из важнейших обществ Древней Греции, такие как Лерна и Франхти.